# Joe Keithley
Joey "Shithead" Keithley, nascido na Colúmbia Britânica no Canadá em 1956, é um músico de Rock mais conhecido como vocalista da banda D.O.A.. Criado em Burnaby, começou a tocar bateria aos 11 anos. É dono da gravadora Sudden Death Records que criou em 1978.

## Biografia
Em 1977, Joe se juntou ao irmão mais velho de Chuck Biscuits e começou uma banda chamada The Skulls. Depois da separação da banda, Joe formou o D.O.A. com Chuck. Em 1990 a banda se separou brevemente, e naquela época Joe começou uma banda chamada "Joey Keithley's Instinct". Mesmo assim, Joe rapidamente retornou ao D.O.A. reconstruiu a formação e lançou um novo disco.
O D.O.A. é conhecido por tocar em comícios de paz e eventos ambientais, Joe tem grande interesse em política, diz que os shows em que ele pode fazer alguma diferença são mais recompensadores. Na universidade ele planejava se tornar um advogado de direitos civis, mas deixou esses planos de lado para seguir a carreira de músico. Em 1996 e 2001, concorreu nas eleições da Columbia Britânica pelo "Green Party of British Columbia" (Partido Verde), sendo que em 2001 recebeu a maior porcentagem de votos perdendo apenas para o líder do partido, Adriane Carr.
Em 2004, publicou sua autobiografia, "I, Shithead: A Life in Punk". Ele também foi induzido ao "Canadian Independent Music Hall of Fame". Joe também fez carreira solo, fazendo gravações de música e falas (spoke word). Em 1999, lançou seu primeiro álbum, "Beat Trash", seguido por "Band of Rebels" em 2007.
Joe participou do filme "Terminal City Ricochet", e contribuiu com músicas do D.O.A. para a trilha sonora. Foi entrevistado para o documentário "Let's All Hate Toronto", produzido pela "Elevator Films" e publicado pela "The Disinformation Company". Em 2006 foi destaque no documentário "American Hardcore".
Joe tem três filhos, os quais ele diz que adicionou como motivação para sua conduta ativista.
Foi batizado como Joe Keighley com "G", mas trocou seu nome porque as pessoas não conseguiam pronunciar corretamente.